# Права Куш'я
Права Куш'я́ (рос. Правая Кушья) — присілок в Ігринському районі Удмуртії, Росія.

## Населення
Населення — 67 осіб (2010; 61 в 2002).
Національний склад станом на 2002 рік:
- удмурти — 97 %

## Урбаноніми[3]
- вулиці — Гірська, Гурезе Урам